# Зубейко Євгеній Анатолійович
Євге́н Анато́лійович Зубе́йко (нар. 30 вересня 1989, Артемівськ, Донецька область, Українська РСР, СРСР) — український футболіст, захисник німецького аматорського клубу «Айнтрахт» (Емзело). У складі одеського «Чорноморця» Євгеній ставав півфіналістом (2013/14) та фіналістом (2012/13) Кубка України, а також срібним призером Першої ліги чемпіонату України.

## Життєпис

### Клубна кар'єра

#### Перші роки
Євгеній Анатолійович Зубейко народився 30 вересня 1989 року в українському місті Артемівську Донецької області. Юнак виховувався у школі футбольного клубу «Шахтар» із міста Донецька, де першим тренером хлопця став Г. В. Прийменко. Свій перший матч у дитячо-юнацькій футбольній лізі України Євгеній провів 14 вересня 2002 року проти маріупольського «Іллічівця». У той день юнак відіграв усього 34 хвилин і за цей час встиг забити гол «азовцям», завдяки чому «гірники» виграли з рахунком 3:0. Згодом Зубейко перейшов у Донецьке вище училище олімпійського резерву імені С. Бубки, а потім у 2005 році у Дніпропетровське училище футбольної культури. Усього Зубейко відіграв у ДЮФЛ чотири роки: із 2002 по 2006 рік. Свій останній матч у лізі хлопець відіграв 7 липня 2006 року у поєдинку проти київської ДЮСШ-15.

#### «Чорноморець»
З липня 2008 року молодий футболіст почав виступати в молодіжний команді одеського «Чорноморця». Перші два сезони (2008/09 та 2009/10) Євгеній провів, виступаючи виключно в молодіжному чемпіонаті України, де відіграв по 29 матчів та забив по чотири голи кожного сезону. Після сезону 2009/10, коли команда вилетіла до Першої ліги, клуб втратив можливість грати в молодіжному чемпіонаті. До того з основного складу команди пішла низка провідних футболістів. Саме через це Євгенія було переведено до основної команди клубу. Свій перший матч в основному складі юнак зіграв 17 липня 2010 року проти алчевської «Сталі», який закінчився з рахунком 1:1. Євгеній вийшов на поле зі стартових хвилин і був замінений на 71-й хвилині Денисом Сердюченком. Узимку, під час перерви в чемпіонаті, у клубі відбулася ще одна зміна — у листопаді 2010 року на посаді головного тренера Ігоря Наконечного змінив Роман Григорчук. За цей час Зубейко провів 29 матчів у національному чемпіонаті та 1 у кубку країни. Новий тренер разом із командою, зокрема, Євгенієм, зумів здобути срібні медалі в Першій лізі, посівши друге місце, і вийти в елітний дивізіон українського чемпіонату.
Після поновлення клубу у Прем'єр-лізі Зубейко вже грав як в основному складі, так і в молодіжному. Усього за сезон 2011/12 Євгеній відіграв 19 матчів в основному складі, з яких — 16 у національному чемпіонаті та три в кубку, а також два матчі в молодіжному складі команди, де забив один м'яч.
У сезоні 2012/13 «Чорноморець» потрапив до фіналу кубку України, що дало змогу клубу зіграти в Лізі Європи. Дебютував у єврокубкових турнірах Євгеній 8 серпня 2013 року у другому матчі проти сербської «Црвени Звезди», вийшовши на 85 хвилині на заміну іспанцеві Лоренцо Рієрі (результат матчу — 0:0). А вже через півроку, 14 травня 2014 року, Зубейка було викликано до лав національної збірної України з футболу її головним тренером Михайлом Фоменком на навчально-тренувальний збір.

#### «Карпати»
15 вересня 2016 року офіційно став гравцем львівських «Карпат».

## Статистика
| Сезон   | Клуб          | Ліга         | Чемпіонат | Чемпіонат | Кубок | Кубок | Першість дублерів | Першість дублерів |
| Сезон   | Клуб          | Ліга         | Ігри      | Голи      | Ігри  | Голи  | Ігри              | Голи              |
| ------- | ------------- | ------------ | --------- | --------- | ----- | ----- | ----------------- | ----------------- |
| 2008/09 | «Чорноморець» | Прем'єр-ліга | 0         | 0         | 0     | 0     | 29                | 4                 |
| 2009/10 | «Чорноморець» | Прем'єр-ліга | 0         | 0         | 0     | 0     | 29                | 4                 |
| 2010/11 | «Чорноморець» | Перша ліга   | 29        | 0         | 1     | 0     | 0                 | 0                 |
| 2011/12 | «Чорноморець» | Прем'єр-ліга | 16        | 0         | 3     | 0     | 2                 | 1                 |
| 2012/13 | «Чорноморець» | Прем'єр-ліга | 16        | 0         | 2     | 0     | 0                 | 0                 |
| 2013/14 | «Чорноморець» | Прем'єр-ліга | 20        | 0         | 2     | 0     | 2                 | 0                 |
| 2014/15 | «Чорноморець» | Прем'єр-ліга | 12        | 0         | 2     | 0     | 0                 | 0                 |
| 2014/15 | «Тосно»       | Першість ФНЛ | 1         | 0         | 0     | 0     | 0                 | 0                 |
| 2015/16 | «Металіст»    | Прем'єр-ліга | 17        | 0         | 1     | 0     | 0                 | 0                 |
| 2016/17 | «Карпати»     | Прем'єр-ліга | 16        | 0         | 2     | 0     | 0                 | 0                 |
| 2017/18 | «Чорноморець» | Прем'єр-ліга | 23        | 0         | 1     | 1     | 0                 | 0                 |
| 2018/19 | «Олімпік»     | Прем'єр-ліга | 16        | 0         | 2     | 0     | 0                 | 0                 |
| 2019    | «Мінськ»      | Вища ліга    | 21        | 2         | 0     | 0     | 0                 | 0                 |
| 2019/20 | «Чорноморець» | Перша ліга   | 8         | 0         | 0     | 0     | 0                 | 0                 |
| 2020/21 | «Чорноморець» | Перша ліга   | 5         | 0         | 1     | 0     | 0                 | 0                 |

## Міжнародні змагання
| Сезон   | Клуб                  | Турнір      | Кваліфікація | Кваліфікація | Основний турнір | Основний турнір |
| Сезон   | Клуб                  | Турнір      | Ігри         | Голи         | Ігри            | Голи            |
| ------- | --------------------- | ----------- | ------------ | ------------ | --------------- | --------------- |
| 2013/14 | «Чорноморець» (Одеса) | Ліга Європи | 1            | 0            | 4               | 0               |
| 2014/15 | «Чорноморець» (Одеса) | Ліга Європи | 1            | 0            | 0               | 0               |

## Титули та досягнення
- Фіналіст Кубка України: 2012/13.
- Півфіналіст Кубка України: 2013/14.
- Срібний призер першої ліги чемпіонату України: 2010/11.